# 蓬塔塞勒
蓬塔塞勒（法語：Pont-à-Celles，法語發音：[pɔ̃.t‿a sɛl] ⓘ）是比利时瓦隆大区埃諾省沙勒罗瓦区的一个市镇，北部与瓦隆布拉班特省接壤，通行法语，是比利时法语社群的一部分，面积55.73平方千米，人口17,287人（2018年1月1日）。